# フォレオ菖蒲
フォレオ菖蒲（フォレオしょうぶ）は、埼玉県久喜市菖蒲町菖蒲字寺田の国道122号騎西菖蒲バイパス・埼玉県道12号川越栗橋線沿いに所在するネイバーフッド型ショッピングセンターである。

## 概要
モラージュ菖蒲から埼玉県道12号川越栗橋線を挟んだ向かい側に立地し、蓮田都市計画事業菖蒲北部土地区画整理事業 の一部として、大和ハウス工業が土地を取得、モラージュ菖蒲の開業から1年3か月後の2010年（平成22年）4月22日に開業した。開業当初はモラージュ菖蒲寄りに立地するA棟にコスモボウル（ボウリング場）が入居していたが、後に撤退。2012年（平成24年）3月17日にカワチ薬品がオープン、さらに東京寄りの敷地に蔦屋書店ほか3棟が新設された。

## テナント
桶川よりの敷地には埼玉県利根地域最大の店舗面積である大型書店、 家電量販店、ドラッグストアなどが出店している。122号線寄りの敷地にはチェーン展開の飲食店として回転寿司店、ラーメン店、焼肉店などが出店している。サービス関係のテナントして中古車販売店、美容院、作業着などの衣料品販売店などが出店している。
出店テナントの詳細は公式サイト「ショップリスト」を参照。

## アクセス
国道122号騎西菖蒲バイパス・埼玉県道12号川越栗橋線沿いにある。
自動車
- 高速道路
  - 首都圏中央連絡自動車道（圏央道）白岡菖蒲IC
    - 「騎西・羽生」方面へ向かい、国道122号騎西菖蒲バイパスを直進。矢島交差点すぐ。

  - 東北自動車道久喜IC
    - 「久喜・栗橋」方面へ向かい、埼玉県道146号線から埼玉県道12号線を直進。菖蒲北交差点すぐ。
- 一般道路
  - 騎西・羽生方面から
    - 国道122号騎西菖蒲バイパスを直進し、菖蒲北交差点すぐ。

  - 久喜・幸手方面から
    - 埼玉県道146号線から埼玉県道12号線を直進し、菖蒲北交差点すぐ。

  - 桶川・上尾方面から
    - 埼玉県道12号線を直進し、工業団地入口交差点で右折した後、約400メートル先の交差点（信号機付き）で左折。矢島交差点手前[注 1]。

  - 白岡・蓮田方面から
    - 国道122号騎西菖蒲バイパスを直進し、矢島交差点すぐ。

## 隣接地
隣接地はモラージュ菖蒲を参照